# Потойбічне (фільм, 2022)
Потойбічне — гонконзько-китайський фільм жахів 2022 року. Режисер Лок Кван Ву; сценаристи Лок Кван Ву й Зокколанте. Продюсер Лок Кван Ву. Світова прем'єра відбулася 1 березня 2022 року; прем'єра в Україні — 10 березня 2022-го.

## Про фільм
Хвиля незрозумілих смертей охоплює місто. Під час розслідування виявляється, що це якось пов'язано зі знайденою підлітками старовинною грою. Ця гра відкрила світ для чогось паранормального.

## Знімались
| Актор               | Роль         |
| ------------------- | ------------ |
| Еліз Левек          | Тамара       |
| Вероніка Феррес     | Леа          |
| Джина Стібіц        | Молода Леа   |
| Володимир Бурлаков  | Лукас        |
| Тіффані Сю          | Ребека       |
| Цао Ю-Нін           | Джонні Ванг  |
| Людгер Бьокельман   | молодий Макс |
| Валері Хубер        | Сара         |
| Франциска Брандмаєр | Ганна        |